# Жовті сторінки

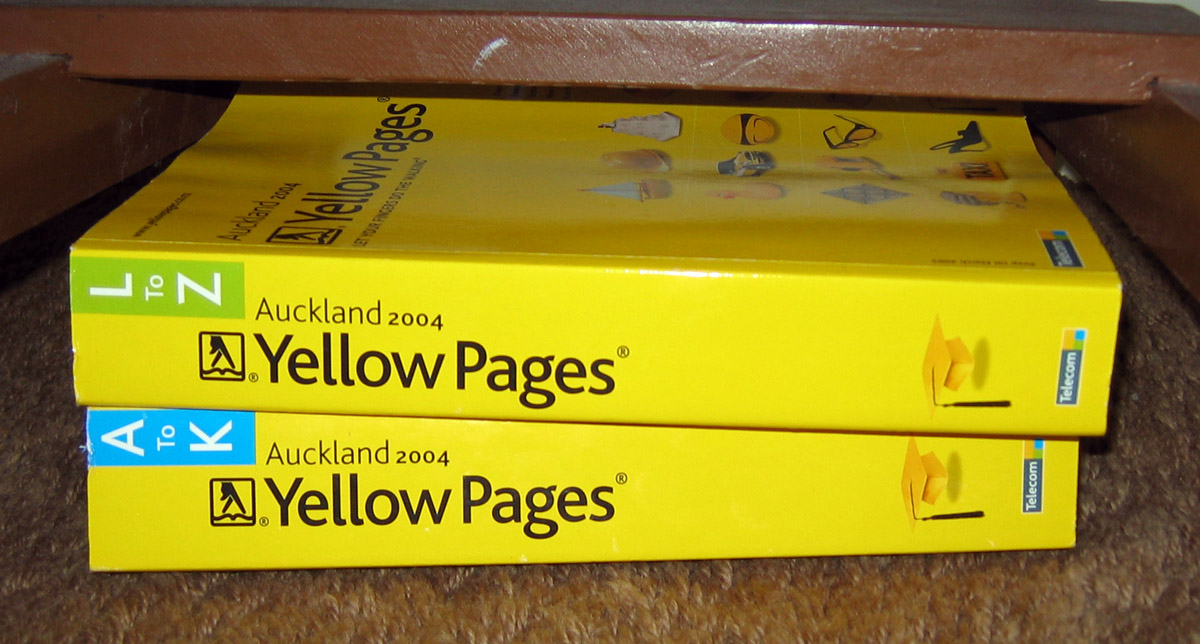

Жовті сторінки (англ. Yellow Pages) — назва телефонних довідників, яка прийшла з США,  з відомостями про підприємства і організації (переважно в сфері обслуговування). Інформація впорядкована насамперед за назвою надаваних послуг. У паперових довідниках цей розділ традиційно друкується на папері жовтого кольору. З появою інтернету термін «Жовті сторінки» став застосовуватися і до онлайн-довідників подібного профілю.
В основу систематизації назв організацій і підприємств подібних довідників покладені тези ДСТУ ГОСТ 7.80:2007 «Система стандартів з інформації, бібліотечної та видавничої справи. Бібліографічний запис. Заголовок. Загальні вимоги та правила складання», який набув чинності з 1 квітня 2008 року.
Yellow Pages Spider — програма, яка виконує пошук на найпопулярніших «жовтих сторінках» і витягує таку важливу інформацію, як назва компанії, адреси, номери телефонів та електронна пошта.

## Логотип

Логотип канадських жовтих сторінок

Логотип "Walking Fingers" (пальці, що ходять; ходячі пальці) створив Генрі Александр, художник з Нової Англії. Після закінчення школи дизайну  у Нью-Бедфорді, штат Массачусетс, Олександр почав незалежну кар’єру ілюстратора та комерційного дизайнера. Він мав тривалу співпрацю з телефонною компанією Нової Англії, яка тривала тридцять один рік. У 1962 році він розробив логотип «ходячих пальців», і за рік він став національною торговою маркою їхніх жовтих сторінок.
AT&T, творець і власник найвідомішої версії логотипу "Walking Fingers" із трьома пальцями, ніколи не подавав заявку на товарний знак на логотипі. Хоча зрештою вони отримали товарний знак на іншій версії логотипу, версію з трьома пальцями AT&T не вважала запатентованою, і вони фактично дозволили використовувати її будь-якому телефонному довіднику. Протягом 1970-х років багато телевізійних реклам показували безтілесну руку, яка "прогулювалася" по відкритому примірнику Жовтих сторінок, із гаслом "Нехай ваші пальці роблять прогулянку".